# Cohors III Bracaraugustanorum (Syria Palaestina)

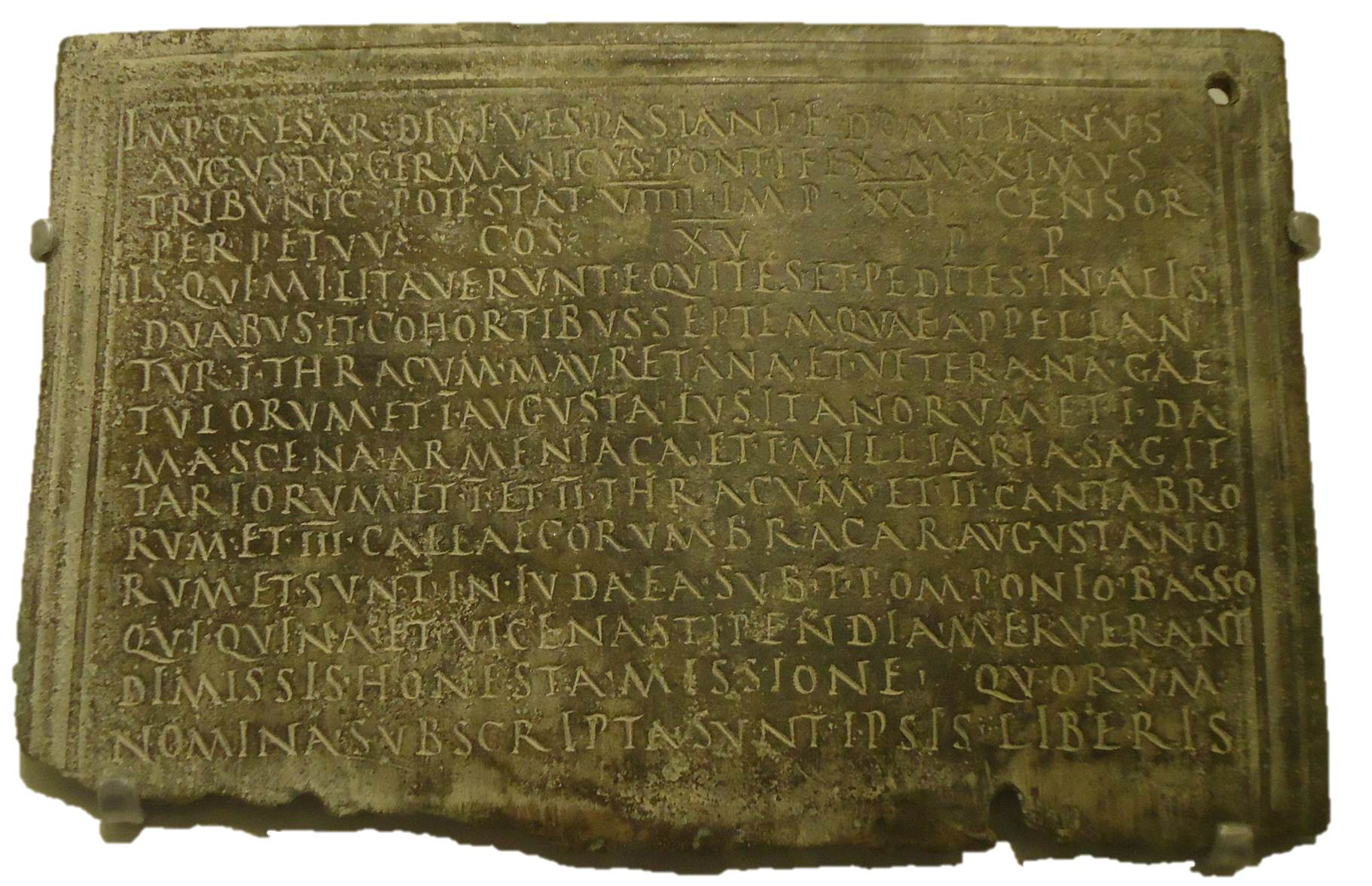
Das Militärdiplom des Jahres 90

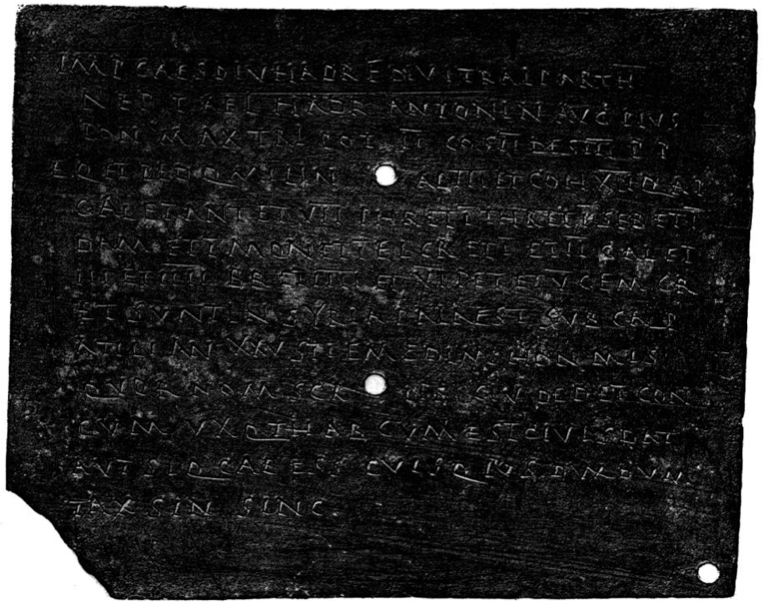
Das Militärdiplom des Jahres 139

Die Cohors III Bracaraugustanorum (deutsch 3. Kohorte aus Bracara Augusta) war eine römische Auxiliareinheit. Sie ist durch Militärdiplome und Inschriften belegt. In den Diplomen wird sie überwiegend als Cohors III Callaecorum Bracaraugustanorum bezeichnet, in einer Inschrift als Cohors III Bracarum.

## Namensbestandteile
- Cohors: Die Kohorte war eine Infanterieeinheit der Auxiliartruppen in der römischen Armee.

- III: Die römische Zahl steht für die Ordnungszahl die dritte (lateinisch tertia). Daher wird der Name dieser Militäreinheit als Cohors tertia .. ausgesprochen.

- Callaecorum: der Callaecer. Die Soldaten wurden aus dem Volk der Callaecer rekrutiert.

- Bracaraugustanorum: aus dem conventus Bracara Augusta. Die Soldaten der Kohorte wurden bei Aufstellung der Einheit auf dem Gebiet des conventus (iuridicus) Bracara Augusta (mit der Hauptstadt Bracara Augusta) rekrutiert.[2]

Da es keine Hinweise auf die Namenszusätze milliaria (1000 Mann) und equitata (teilberitten) gibt, ist davon auszugehen, dass es sich um eine Cohors quingenaria peditata, eine reine Infanterie-Kohorte, handelt. Die Sollstärke der Einheit lag bei 480 Mann, bestehend aus 6 Centurien mit jeweils 80 Mann.

## Geschichte
Die Kohorte war in der Provinz Iudaea (bzw. Syria Palaestina) stationiert. Sie ist auf Militärdiplomen für die Jahre 86 bis 160 n. Chr. aufgeführt.
Der erste Nachweis der Einheit in Iudaea beruht auf einem Diplom, das auf 86 datiert ist. In dem Diplom wird die Kohorte als Teil der Truppen (siehe Römische Streitkräfte in Iudaea) aufgeführt, die in der Provinz stationiert waren. Weitere Diplome, die auf 87 bis 160 datiert sind, belegen die Einheit in derselben Provinz (bzw. ab 136/137 in Syria Palaestina).

## Standorte
Standorte der Kohorte sind nicht bekannt.

## Angehörige der Kohorte
Folgende Angehörige der Kohorte sind bekannt.

### Kommandeure
| - Aulus Seius Zosimianus, ein Präfekt - [C(aius) Cupp]ienus [Terminalis], ein Präfekt (AE 1983, 380) | - Cominius Bonus Agricola Laelius Aper, ein Präfekt - Marcus Fabius Mettianus, ein Präfekt |

### Sonstige
| - [?], ein Soldat (ZPE-193-266) | - Marcus Tuccius, ein Centurio |